# Cratere Couder
Couder  è un cratere lunare da impatto intitolato all'ottico e astronomo francese André Couder, situato appena oltre il margine occidentale dell'emisfero lunare rivolto verso la Terra. 

## Posizione
A causa della librazione lunare, questo cratere può essere visibile da terra, in condizioni favorevoli. Couder si trova presso le pendici interne dei Montes Cordillera, una catena montuosa circolare che circonda il Mare Orientale.
La regione circostante è relativamente povera di crateri, ed i più vicini sono il cratere Schlüter più a est ed il cratere Maunder a sud. Couder era denominato Maunder Z, prima di essere così rinominato dall'Unione Astronomica Internazionale.

## Caratteristiche
Questo cratere ha la caratteristica forma a tazza di molti crateri lunari, ed il pianoro interno è circa la metà del diametro esterno. La forma complessiva è leggermente allungata in direzione nord-ovest, dove il bordo è anche più spesso. Couder è privo di altre caratteristiche di rilievo.